# Ditzingen
Ditzingen è una città tedesca situata nel land del Baden-Württemberg.